# Oscar 2009
A 81.ª Entrega dos Prêmios da Academia ou simplesmente Oscar 2009 é uma cerimônia da indústria cinematográfica norte-americana que ocorreu em 22 de fevereiro de 2009 e entregou os prêmios aos melhores filmes de 2008 em variadas categorias cinematográficas. A cerimônia, apresentada pelo ator australiano Hugh Jackman, foi mais uma vez realizada no Teatro Kodak em Hollywood..
O filme The Curious Case of Benjamin Button recebeu o maior número de nomeações, treze, seguido de Slumdog Millionaire que recebeu dez e de Milk e The Dark Knight ao receberem ambos oito nomeações. O filme Wall-E recebeu seis nomeações, tornando-se no filme de animações mais nomeado de sempre.
O anúncio dos indicados/nomeados ocorreu a 22 de Janeiro de 2009 e foi apresentado pelo presidente da Academia de Artes e Ciências Cinematográficas, Sid Ganis e pelo vencedor do Oscar de melhor ator em 2007 em The Last King of Scotland, Forest Whitaker.
Nos Estados Unidos, a cerimônia foi transmitida pela ABC e nos mais variados canais internacionais. Em Portugal foi transmitida pela TVI. No Brasil, a entrega do Oscar foi transmitida na íntegra exclusivamente pelo canal TNT, na televisão paga, uma vez que a Rede Globo, que tem os direitos exclusivos de transmissão na TV aberta, decidiu não exibir a cerimônia porque ela foi realizada no domingo de Carnaval.

## Vencedores e nomeados
| Melhor Filme Slumdog Millionaire – Christian Colson - The Curious Case of Benjamin Button – Kathleen Kennedy, Frank Marshall e Ceán Chaffin - Frost/Nixon – Ron Howard, Brian Grazer e Eric Fellner - Milk – Bruce Cohen e Dan Jinks - The Reader – Anthony Minghella, Sydney Pollack, Donna Gigliotti e Redmond Morris | Melhor Diretor Danny Boyle – Slumdog Millionaire - David Fincher – The Curious Case of Benjamin Button - Ron Howard – Frost/Nixon - Gus Van Sant – Milk - Stephen Daldry – The Reader |
| Melhor Ator Sean Penn – Milk como Harvey Milk - Richard Jenkins – The Visitor como Walter Vale - Frank Langella – Frost/Nixon como Richard Nixon - Brad Pitt – The Curious Case of Benjamin Button como Benjamin Button - Mickey Rourke – The Wrestler como Rey "The Ram" Robinson                                      | Melhor Atriz Kate Winslet – The Reader como Hanna Schmitz - Anne Hathaway – Rachel Getting Married como Kym Buchman - Angelina Jolie – Changeling como Christine Collins - Melissa Leo – Frozen River como Ray Eddy - Meryl Streep – Doubt como Sister Aloysius Beauvier                                                                                          |
| Melhor Ator Coadjuvante Heath Ledger – The Dark Knight como The Joker (Oscar Póstumo) - Josh Brolin – Milk como Dan White - Robert Downey Jr. – Tropic Thunder como Kirk Lazarus - Philip Seymour Hoffman – Doubt como Father Brendan Flynn - Michael Shannon – Revolutionary Road como John Givings Jr.                | Melhor Atriz Secundária Penélope Cruz – Vicky Cristina Barcelona como María Elena - Amy Adams – Doubt como Sister James - Viola Davis – Doubt como Mrs. Miller - Taraji P. Henson – The Curious Case of Benjamin Button como Queenie - Marisa Tomei – The Wrestler como Cassidy/Pam                                                                               |
| Melhor Roteiro Original Milk – Dustin Lance Black - Frozen River – Courtney Hunt - Happy-Go-Lucky – Mike Leigh - In Bruges – Martin McDonagh - WALL-E – Andrew Stanton, Jim Reardon e Pete Docter | Melhor Roteiro Adaptado Slumdog Millionaire – Simon Beaufoy - The Curious Case of Benjamin Button – Eric Roth e Robin Swicord - Doubt – John Patrick Shanley - Frost/Nixon – Peter Morgan - The Reader – David Hare |
| Melhor Filme de Animação WALL-E – Andrew Stanton - Bolt – Chris Williams e Byron Howard - Kung Fu Panda – Mark Osborne e John Stevenson | Melhor Filme Estrangeiro Okuribito ( Japão) – Yōjirō Takita - Der Baader Meinhof Komplex ( Alemanha) – Uli Edel - Entre les murs ( França) – Laurent Cantet - Revanche ( Áustria) – Götz Spielmann - Waltz with Bashir ( Israel) – Ari Folman |
| Melhor Documentário em Longa-metragem Man on Wire – James Marsh e Simon Chinn - The Betrayal - Nerakhoon – Ellen Kuras e Thavisouk Phrasavath - Encounters at the End of the World – Werner Herzog e Henry Kaiser - The Garden – Scott Hamilton Kennedy - Trouble the Water – Carl Deal e Tia Lessin                    | Melhor Documentário em Curta-metragem Smile Pinki – Megan Mylan - The Conscience of Nhem En – Steven Okazaki - The Final Inch – Irene Taylor Brodsky e Tom Grant - The Witness from the Balcony of Room 306 – Adam Pertofsky e Margaret Hyde |
| Melhor Curta-metragem Spielzeugland — Jochen Alexander Freydank - Manon sur le bitume — Elizabeth Marre e Olivier Pont - New Boy — Steph Green e Tamara Anghie - Auf der Strecke — Reto Caffi - Grisen — Tivi Magnusson e Dorthe Warnø Høgh                                                                             | Melhor Curta-metragem de Animação La Maison en Petits Cubes – Kunio Katō - Ubornaya istoriya - lyubovnaya istoriya – Konstantin Bronzit - Oktapodi – Emud Mokhberi e Thierry Marchand - Presto – Doug Sweetland - This Way Up – Alan Smith e Adam Foulkes |
| Melhor Trilha Sonora Slumdog Millionaire – A. R. Rahman - The Curious Case of Benjamin Button – Alexandre Desplat - Defiance – James Newton Howard - Milk – Danny Elfman - WALL-E – Thomas Newman | Melhor Canção Original "Jai Ho (You Are My Destiny)" de Slumdog Millionaire – A. R. Rahman e Gulzar - "Down to Earth" de WALL-E – Peter Gabriel e Thomas Newman - "O... Saya" de Slumdog Millionaire – A. R. Rahman e M.I.A. |
| Melhor Edição de Som The Dark Knight – Richard King - Iron Man – Frank Eulner e Christopher Boyes - Slumdog Millionaire – Glenn Freemantle e Tom Sayers - WALL-E – Ben Burtt e Matthew Wood - Wanted – Wylie Stateman                                                                                                   | Melhor Mixagem de Som Slumdog Millionaire – Resul Pookutty, Richard Pryke e Ian Tapp - The Curious Case of Benjamin Button – David Parker, Michael Semanick, Ren Klyce e Mark Weingarten - The Dark Knight – Lora Hirschberg, Gary Rizzo e Ed Novick - WALL-E – Tom Myers , Michael Semanick e Ben Burtt - Wanted – Chris Jenkins, Frank A. Montaño e Petr Forejt |
| Melhor Direção de Arte The Curious Case of Benjamin Button – Donald Graham Burt e Victor J. Zolfo - Changeling – James J. Murakami e Gary Fettis - The Dark Knight – Nathan Crowley e Peter Lando - The Duchess – Michael Carlin e Rebecca Alleway - Revolutionary Road – Kristi Zea e Debra Schutt                     | Melhor Cinematografia Slumdog Millionaire – Anthony Dod Mantle - Changeling – Tom Stern - The Curious Case of Benjamin Button – Claudio Miranda - The Dark Knight – Wally Pfister - The Reader – Chris Menges e Roger Deakins |
| Melhor Caracterização The Curious Case of Benjamin Button – Greg Cannom - The Dark Knight – John Caglione Jr. e Conor O'Sullivan - Hellboy II: The Golden Army – Mike Elizalde e Thom Floutz | Melhor Figurino The Duchess – Michael O'Connor - Australia – Catherine Martin - The Curious Case of Benjamin Button – Jacqueline West - Milk – Danny Glicker - Revolutionary Road – Albert Wolsky |
| Melhor Edição Slumdog Millionaire – Chris Dickens - The Curious Case of Benjamin Button – Kirk Baxter e Angus Wall - The Dark Knight – Lee Smith - Frost/Nixon – Mike Hill e Daniel P. Hanley - Milk – Elliot Graham | Melhores Efeitos Visuais The Curious Case of Benjamin Button – Eric Barba, Steve Preeg, Burt Dalton e Craig Barron - The Dark Knight – Nick Davis, Chris Corbould, Tim Webber e Paul Franklin - Iron Man – John Nelson, Ben Snow, Dan Sudick e Shane Mahan |

### Filmes com múltiplas indicações
| Indicações | Filme                               |
| ---------- | ----------------------------------- |
| 13         | The Curious Case of Benjamin Button |
| 10         | Slumdog Millionaire                 |
| 8          | The Dark Knight                     |
| 8          | Milk                                |
| 6          | WALL-E                              |
| 5          | Doubt                               |
| 5          | Frost/Nixon                         |
| 5          | The Reader                          |
| 3          | Changeling                          |
| 3          | Revolutionary Road                  |
| 2          | The Duchess                         |
| 2          | Frozen River                        |
| 2          | Wanted                              |
| 2          | The Wrestler                        |
| 2          | Iron Man                            |

| Prêmios | Filme                               |
| ------- | ----------------------------------- |
| 8       | Slumdog Millionaire                 |
| 3       | The Curious Case of Benjamin Button |
| 2       | The Dark Knight                     |
| 2       | Milk                                |

## Apresentadores
- Alan Arkin
- Alicia Keys
- Amanda Seyfried
- Angelica Huston
- Ben Stiller
- Beyoncé Knowles
- Bill Maher
- Christopher Walken
- Cuba Gooding Jr.
- Daniel Craig
- Dominic Cooper
- Eddie Murphy
- Eva Marie Saint
- Goldie Hawn
- Halle Berry
- Hugh Jackman
- Jack Black
- James Franco
- Janusz Kaminski
- Jennifer Aniston
- Jessica Biel
- Joel Grey
- Kevin Kline
- Marion Cotillard
- Michael Douglas
- Natalie Portman
- Nicole Kidman
- Queen Latifah
- Reese Witherspoon
- Robert Pattinson
- Sarah Jessica Parker
- Seth Rogen
- Shirley MacLaine
- Sophia Loren
- Steve Martin
- Steven Spielberg
- Tilda Swinton
- Tina Fey
- Vanessa Hudgens
- Will Smith
- Whoopi Goldberg
- Zac Efron

## In Memoriam
O segmento anul In Memoriamfoi apresentada pela atriz e cantora Queen Latifah, no qual ela apresentou a canção "I'll Be Seeing You".
- Cyd Charisse
- Bernie Mac
- Bud Stone
- Ollie Johnston
- Van Johnson
- J. Paul Huntsman
- Michael Crichton
- Nina Foch
- Pat Hingle
- Harold Pinter
- Charles H. Joffe
- Kon Ichikawa
- Charles H. Schneer
- Abby Mann
- Roy Scheider
- David Watkin
- Robert Mulligan
- Evelyn Keyes
- Richard Widmark
- Claude Berri
- Maila Nurmi
- Isaac Hayes
- Leonard Rosenman
- Ricardo Montalbán
- Manny Farber
- Robert DoQui
- Jules Dassin
- Paul Scofield
- John Michael Hayes
- Warren Cowan
- Joseph M. Caracciolo
- Stan Winston
- Ned Tanen
- James Whitmore
- Charlton Heston
- Anthony Minghella
- Sydney Pollack
- Paul Newman